# Энао, Серхио
Се́рхио Луис Эна́о Монтойя (исп. Sergio Luis Henao Montoya; род. 10 декабря 1987, Рионегро) — колумбийский профессиональный шоссейный велогонщик, c 2019 года выступающий за команду UAE Team Emirates.

## Карьера
В 2005 году Энао выиграл два этапа на юниорской гонке Vuelta del Porvenir, которую он закончил на втором месте, уступив будущему партнеру по команде Ригоберто Урану. Также второе место он занял в общем зачете молодёжной версии Вуэльты Венесуэлы. 
В 2007 году он подписал профессиональный контракт с командой Colombia es Pasión, что позволило ему выступать за пределами Южной Америки. Так он замкнул десятку сильнейших на испанской гонке Vuelta a la Comunidad de Madrid. Кроме этого Энао одержал победу в общем зачете венесуэльской недельной гонки Clasico Banfoandes. В двадцатилетнем возрасте он финишировал третьим на домашней гонке Vuelta a Antioguia и стал бронзовым призёром чемпионата Колумбии среди юниоров в гонке с раздельным стартом.
В 2008 году он выиграл молодёжную версия Вуэльты Колумбии, а два года спустя выиграл уже взрослую версию этой гонки, выиграв на ней 3 этапа из десяти и обойдя почти на две минуты Оскара Севилью и Хосе Рухано. В 2011 году на колумбийской многодневке он был четвёртым, а на Туре Юты Энао выиграл два этапа и стал вторым в общем зачете, проиграв менее полуминуты американцу Леви Лайфаймеру.
В 2012 году Серхио Энао подписал двухлетний контракт с британской Sky Procycling, что позволило ему выступить на самых престижных гонках. В апреле Энао стал третьим на этапе Тура Страны Басков, уступив в финишном рывке только признанным мастерам этого упражнения Самуэлю Санчесу и Хоакиму Родригесу. В общем зачете этой гонке колумбиец стал 13-м. На Амстел Голд Рэйс Энао финишировал 21-м, на Флеш Валонь — 14-м, а на Льеж — Бастонь — Льеж — 29-м.
В мае колумбиец дебютировал на Джиро, на которой боролся за белую майку лучшего молодого гонщика, несколько дней владел ей, но в итоге уступил её соотечественнику и партнёру по команде Ригоберто Урану. В общем зачете первой в карьере супермногодневки Энао занял девятое место. В июле Серхио был близок к победе на Туре Польши, но остался на третьем месте. Чуть позднее он принял участие в групповой олимпийской гонке, помог Урану завоевать серебро, но сам остался на 16-й позиции.  После этого Энао стал серебряным призёром Вуэльты Бургоса и принял старт на первой в карьере Вуэльте. На испанской многодневке Энао был занят поддержкой капитана команды Криса Фрума и в общем зачете расположился на 14-й позиции. 

## Выступления на Гранд Турах
| Гонка          | 2012 | 2013 | 2014 | 2015 | 2016 | 2017 | 2018 |
| -------------- | ---- | ---- | ---- | ---- | ---- | ---- | ---- |
| Джиро д'Италия | 9    | 16   | —    | —    | —    | —    | 13   |
| Тур де Франс   | —    | —    | —    | —    | 12   | 28   | —    |
| Вуэльта        | 14   | 28   | —    | 22   | —    | —    | 28   |

## Личная жизнь
У Серхио Энао есть двоюродный брат Себастьян Энао, который выступает за команду Team Sky.